# راميرو فاكا
راميرو فاكا (بالإسبانية: Ramiro Vaca)‏ هو لاعب كرة قدم بوليفي في مركز الوسط، ولد في 1 يوليو 1999 في تاريخا في بوليفيا. شارك مع منتخب بوليفيا لكرة القدم.

## وصلات خارجية
- راميرو فاكا على موقع قاعدة بيانات كرة القدم.إي يو (الإنجليزية)
- راميرو فاكا على موقع ناشيونال فوتبول تيمز (الإنجليزية)
- راميرو فاكا على موقع Soccerway.com (الإنجليزية)
- راميرو فاكا على موقع عالم كرة القدم.نت (الإنجليزية)